# Transactions and Proceedings of the Botanical Society of Edinburgh
Transactions and Proceedings of the Botanical Society of Edinburgh (abreviado Trans. & Proc. Bot. Soc. Edinburgh) es una revista ilustrada con descripciones botánicas que fue editada en Edimburgo. Se publicaron los números 12-15, en los años 1876-1884; y  desde el volumen 19 en adelante, desde el año 1893 hasta ahora. Los  volúmenes 1-11, publicados en 1844-1873, y los vols. 16-18, en los años 1886-1891, fueron editados con el nombre de Transactions of the Botanical Society of Edinburgh. 